# 五峯駅
五峯駅（オボンえき）は大韓民国京畿道義王市にある、韓国鉄道公社（KORAIL）南部貨物基地線の駅（貨物駅）である。

## 駅構造
- 2面2線の地上駅。

## 歴史
- 1984年7月20日：五峯駅として開業。
- 1992年3月2日：儀旺駅に改称。
- 2004年6月25日：五峯駅に再改称。

## 隣の駅
韓国鉄道公社
南部貨物基地線
義王駅 - 五峯駅